# Nikita Morgachov
Nikita Andréyevich Morgachov –en ruso, Никита Андреевич Моргачёв– (Moscú, URSS, 3 de mayo de 1981) es un deportista ruso que compitió en remo.
Ganó cinco medallas en el Campeonato Europeo de Remo entre los años 2007 y 2016.
Participó en tres Juegos Olímpicos de Verano, entre los años 2008 y 2016, ocupando el séptimo lugar en Pekín 2008 y el octavo en Londres 2012, en la prueba de cuatro scull.

## Palmarés internacional
| Campeonato Europeo | Campeonato Europeo     | Campeonato Europeo | Campeonato Europeo |
| Año                | Lugar                  | Medalla            | Prueba             |
| ------------------ | ---------------------- | ------------------ | ------------------ |
| 2007               | Poznań (Polonia)       | Medalla de oro     | Cuatro scull       |
| 2011               | Plovdiv (Bulgaria)     | Medalla de oro     | Cuatro scull       |
| 2014               | Belgrado (Serbia)      | Medalla de plata   | Ocho con timonel   |
| 2015               | Poznań (Polonia)       | Medalla de bronce  | Ocho con timonel   |
| 2016               | Brandeburgo (Alemania) | Medalla de bronce  | Cuatro scull       |